# 沃克美術館
沃克美術館（Walker Art Gallery），或稱步行者畫廊，是英國利物浦的一座美術館，位於威廉布朗大街。它是一座新古典主义建筑，也是倫敦以外英格蘭最大的美術館，有「北方國家美術館」之稱。

## 历史
2012年，有超過33萬人遊客到訪這裡。美術館收藏有林布蘭、尼古拉·普桑、愛德加·竇加等藝術家的作品，以及維多利亞時代畫家的作品和前拉斐爾派的作品。

## 外部連結
- Website for The Walker Art Gallery, Liverpool （页面存档备份，存于）